# 美观糙苏
美观糙苏（学名：Phlomis ornata）为唇形科糙苏属下的一个种。